# 恵那司千浩
恵那司 千浩（えなつかさ かずひろ、1979年7月9日 - ）は、岐阜県恵那市（旧明智町）出身で入間川部屋に所属した元大相撲力士。本名は水野 千浩（みずの かずひろ）。
最高位は西幕下20枚目（2004年9月場所）。身長179cm、体重140kg、得意手は押し、左四つ、寄り。
血液型はB型。趣味は温泉サウナ巡り、食べ飲み歩き。

## 経歴
2歳の時に父を亡くし、母と兄の3人家族に育つ。小学生の頃は新聞配達を手伝った。中学卒業後に入間川部屋に入門し、1995年5月場所において初土俵を踏んだ。2000年3月場所において幕下へ昇進するものの、関取への昇進は果たせず、現役晩期は幕下と三段目との往復が続いていた。また、相撲甚句を担当していた。
2011年の大相撲野球賭博問題の調査の際に、22代竹縄（元幕内・春日錦）と千代白鵬の携帯電話のEメール解読作業から、清瀬海と恵那司が八百長を画策したと思われる内容のメールが発見された。これにより、八百長の中盆（仲介役）として普段から動いていたのではないかと注目された。
それに関する調査のために調査委員会から自身の携帯電話の提出を求められたものの、「2月2日に機種変更をしている」との理由で提出はしなかった。しかし、その後の聞き取り調査で恵那司は八百長に関与したことを認め、引退届を日本相撲協会に提出したものの、その時点では引退届は受理されずに保留となった。同年4月1日に日本相撲協会から出場停止2年の処分を受け、同日に発表された謝罪文では「私は無気力相撲を取ったことはありません」「非常に不本意だったが番付上位の無気力相撲の依頼を断れなかった」「金銭や自身の地位のために行ったのではない」などと記している。
しかし実際には春日錦に対し「今日の内容は物言い付けようがないですね〜。南海（旭南海）さんが貸してるのを豊関（豊桜）に移行してもらいたいみたいで、豊関とあたったらコケてもらいたいみたいです。そして新たに南海、天狼（若天狼）、錦関（春日錦）と3人で回したいみたいです。明日、若天狼に勝って〇、南海とあたったら負ける●感じです〜どうでしょうか?」、千代白鵬に対しても「5万もないのかな」といった内容のメールを送信していたことが判明している。
同年4月2日に引退届が師匠である16代入間川（元関脇・栃司）から日本相撲協会へ提出され、受理された。同年4月23日には、自身と同様に八百長に関与したとして引退勧告の処分を受けた元幕内・将司と共に、入間川部屋で断髪式を行った。
その後、2012年3月1日に東京地方裁判所にて行われた蒼国来の地位確認訴訟に証人として出廷し、大相撲八百長問題の発覚以降初めて公の場に姿を現した。法廷では「蒼国来の八百長を5回以上仲介した」「（春日錦対蒼国来戦における八百長仲介について）そうだったのかなと思う。ただ（仲介が）複数回あるので記憶が定かではない」と証言した。
2011年11月に高等学校卒業程度認定試験に合格し、2012年4月に柔道整復師を目指して愛知県稲沢市にある専門学校に入学。柔道整復師・鍼灸師・あん摩マッサージ指圧師の資格を取得して、2018年12月まで鍼灸接骨院のスタッフとして勤務した。その後独立し、名古屋市内に「えな鍼灸接骨院」を開業している。

## 戦績
- 通算成績：335勝320敗3休（95場所）

| | 一月場所 初場所（東京） | 三月場所 春場所（大阪） | 五月場所 夏場所（東京） | 七月場所 名古屋場所（愛知） | 九月場所 秋場所（東京） | 十一月場所 九州場所（福岡） |
| --- | ----------------------- | ----------------------- | ----------------------- | --------------------------- | ----------------------- | --------------------------- |
| 1995年 （平成7年） | x                       | x                       | （前相撲）              | 西序ノ口57枚目 5–2          | 西序二段181枚目 4–3     | 西序二段148枚目 3–4         |
| 1996年 （平成8年） | 西序二段169枚目 0–4–3   | 西序ノ口39枚目 4–3      | 西序二段176枚目 5–2     | 東序二段118枚目 3–4         | 西序二段139枚目 5–2     | 西序二段87枚目 3–4          |
| 1997年 （平成9年） | 東序二段112枚目 5–2     | 西序二段68枚目 4–3      | 東序二段45枚目 2–5      | 西序二段75枚目 5–2          | 東序二段32枚目 3–4      | 東序二段51枚目 3–4          |
| 1998年 （平成10年） | 東序二段68枚目 5–2      | 東序二段28枚目 3–4      | 東序二段48枚目 5–2      | 西序二段9枚目 4–3           | 西三段目89枚目 4–3      | 西三段目71枚目 3–4          |
| 1999年 （平成11年） | 西三段目88枚目 4–3      | 西三段目69枚目 3–4      | 西三段目89枚目 4–3      | 東三段目72枚目 4–3          | 東三段目53枚目 4–3      | 西三段目36枚目 5–2          |
| 2000年 （平成12年） | 東三段目10枚目 4–3      | 西幕下58枚目 3–4        | 東三段目11枚目 5–2      | 東幕下51枚目 3–4            | 西三段目2枚目 3–4       | 西三段目10枚目 5–2          |
| 2001年 （平成13年） | 西幕下50枚目 3–4        | 西幕下58枚目 5–2        | 西幕下41枚目 3–4        | 東幕下51枚目 4–3            | 西幕下43枚目 4–3        | 西幕下37枚目 3–4            |
| 2002年 （平成14年） | 西幕下44枚目 1–6        | 西三段目13枚目 1–6      | 西三段目48枚目 3–4      | 西三段目63枚目 3–4          | 東三段目83枚目 6–1      | 東三段目25枚目 3–4          |
| 2003年 （平成15年） | 東三段目40枚目 5–2      | 西三段目15枚目 3–4      | 西三段目28枚目 6–1      | 西幕下47枚目 1–6            | 東三段目18枚目 2–5      | 東三段目42枚目 5–2          |
| 2004年 （平成16年） | 東三段目16枚目 3–4      | 東三段目30枚目 6–1      | 東幕下49枚目 5–2        | 西幕下32枚目 5–2            | 西幕下20枚目 2–5        | 東幕下34枚目 2–5            |
| 2005年 （平成17年） | 西幕下55枚目 3–4        | 西三段目7枚目 6–1       | 東幕下32枚目 1–6        | 西幕下59枚目 5–2            | 西幕下41枚目 3–4        | 東幕下50枚目 2–5            |
| 2006年 （平成18年） | 西三段目10枚目 3–4      | 東三段目23枚目 5–2      | 西幕下58枚目 2–5        | 西三段目18枚目 5–2          | 東幕下56枚目 2–5        | 東三段目15枚目 4–3          |
| 2007年 （平成19年） | 西三段目4枚目 2–5       | 西三段目31枚目 6–1      | 東幕下47枚目 2–5        | 東三段目7枚目 3–4           | 東三段目24枚目 4–3      | 東三段目12枚目 2–5          |
| 2008年 （平成20年） | 東三段目35枚目 4–3      | 西三段目18枚目 4–3      | 西三段目3枚目 1–6       | 西三段目40枚目 4–3          | 西三段目24枚目 3–4      | 東三段目36枚目 4–3          |
| 2009年 （平成21年） | 西三段目20枚目 2–5      | 西三段目49枚目 1–6      | 西三段目87枚目 2–5      | 西序二段20枚目 5–2          | 西三段目87枚目 2–5      | 東序二段11枚目 6–1          |
| 2010年 （平成22年） | 西三段目50枚目 2–5      | 西三段目73枚目 5–2      | 東三段目44枚目 5–2      | 西三段目19枚目 3–4          | 西三段目37枚目 4–3      | 西三段目22枚目 3–4          |
| 2011年 （平成23年） | 西三段目37枚目 6–1      | 八百長問題 により中止   | 東幕下52枚目 引退 –     | x                           | x                       | x                           |
| 各欄の数字は、「勝ち-負け-休場」を示す。 優勝 引退 休場 十両 幕下 三賞：敢=敢闘賞、殊=殊勲賞、技=技能賞 その他：★=金星 番付階級：幕内 - 十両 - 幕下 - 三段目 - 序二段 - 序ノ口 幕内序列：横綱 - 大関 - 関脇 - 小結 - 前頭（「#数字」は各位内の序列） |                         |                         |                         |                             |                         |                             |

## 改名歴
- 水野→恵那司